# Leichtathletik-Weltmeisterschaften 2011/Teilnehmer (Mosambik)
| Gelbes Symbol für Goldmedaillen mit stilisierten Olympischen Ringen | Graues Symbol für Silbermedaillen mit stilisierten Olympischen Ringen | Braundes Symbol für Bronzemedaillen mit stilisierten Olympischen Ringen |
| ------------------------------------------------------------------- | --------------------------------------------------------------------- | ----------------------------------------------------------------------- |
| —                                                                   | —                                                                     | —                                                                       |

Der Leichtathletik-Verband Mosambiks stellte bei den Leichtathletik-Weltmeisterschaften 2011 im koreanischen Daegu zwei Teilnehmer.

## Ergebnisse

### Männer

#### Laufdisziplinen
| Athlet     | Disziplin    | Vorlauf | Vorlauf | Halbfinale    | Halbfinale    | Finale        | Finale        |
| Athlet     | Disziplin    | Zeit    | Platz   | Zeit          | Platz         | Zeit          | Platz         |
| ---------- | ------------ | ------- | ------- | ------------- | ------------- | ------------- | ------------- |
| Kurt Couto | 400 m Hürden | 49,86 s | 26      | ausgeschieden | ausgeschieden | ausgeschieden | ausgeschieden |

### Frauen

#### Laufdisziplinen
| Athletin        | Disziplin | Qualifikation | Qualifikation | Vorlauf | Vorlauf | Halbfinale    | Halbfinale    | Finale        | Finale        |
| Athletin        | Disziplin | Zeit          | Platz         | Zeit    | Platz   | Zeit          | Platz         | Zeit          | Platz         |
| --------------- | --------- | ------------- | ------------- | ------- | ------- | ------------- | ------------- | ------------- | ------------- |
| Aneterica Quive | 100 m     | 12,31 s       | 11            | 12,39 s | 49      | ausgeschieden | ausgeschieden | ausgeschieden | ausgeschieden |